# Red Ribbon
Red Ribbon（レッドリボン）は、田原俊彦専属のパフォーマンスチーム。リーダーNAOTOを含む4人構成。
10年以上、田原のLIVEを始め、TVでは音楽番組から収録まで、そしてTourからDinnershowまで全てのステージをサポートしているパフォーマンスチームである。

## 略歴
Red Ribbon結成前
2009年木野正人と入れ替わりでNAOTOが200人近くのダンサーから1人、見事オーディションに選ばれ田原俊彦専属ダンサーになった。
この頃は、以前木野と2人でタッグを組んで居たSHUN、そしてNAOTOの2人構成でステージを彩っていた。
2010年『シンデレラ』『Rainy X'mas Day』とNAOTOが振付師に抜擢。
それ以降の2011年『さよならloneliness』のMV振付もNAOTOがする事になり、そのMVダンサーとしてNAOTOの呼びかけにより、YO!!とTAKAHIROが選ばれ、そのまま専属ダンサーに選出された。
以降TAKAHIROが一身上の都合により一度抜け、2012年『Mr. BIG』以来TAKESHIが参加。ちなみに『Mr. BIG』のMVダンサーはNAOTO率いる『LYRICAL THANKS』が務めた。
ダンサーSHUNが2016年に抜けるのと入れ替わりでTAKAHIROが戻り、暫くNAOTO、YO!、TAKESHI、TAKAHIROの4人構成で田原をサポート。
以降YO!が2019年4/21(日)『TOSHIHIKO TAHARA 40TH ANNIVERSARY EVE----平成 LAST LIVE！-----』（NHKホール）にて脱退。
YO!と入れ替わりで162人のオーディションより勝ち抜いたGO-Dが入り、今のメンバーでスタート。
そのまま4人で2020年、Red Ribbonが結成。

## 由来
田原俊彦は赤がとにかく良く似合う。
赤のスーツの田原で後ろには4人のバックダンサー、田原の赤に対して彩る装飾品リボンから生まれた名前なのである。

## メンバー
- NAOTO（池田直人）1984/3/25 AB型
- TAKESHI（塩谷剛士）1984/9/3 A型
- TAKAHIRO（大野貴央）1986/11/10 O型
- GO-D（郷田知徳）1993/11/7 A型

## 出演
2010年
DOUBLE T TOUR 2010 
Christmas Dinner Show 2010
「30th Anniversary BEST」 Release Party（表参道ヒルズ）
シングル　シンデレラ＆DVD「田原俊彦/30th Anniversary TOSHIHIKO TAHARA DOUBLE T TOUR 2009」　Release Party（タワーレコード渋谷店）
2011年
DOUBLE T TOUR 2011 
Christmas Dinner Show 2011
50th Birth Anniversary Single Release Party 第1弾「さよならloneliness」（赤坂BLITZ）
50th Birth Anniversary Single Release Party 第2弾「BLUE」（日比谷CLUB　DIANA）
2012年
DOUBLE T TOUR 2012
Christmas Dinner Show 2012
2013年
DOUBLE T TOUR 2013 
Christmas Dinner Show 2013
アルバム「I AM ME!」　Release Party（赤坂BLITZ）
2014年
DOUBLE T TOUR 2014	
Christmas Dinner Show 2014
35th Anniversary Single Collection Live（品川ステラボール）  
2015年
DOUBLE T TOUR 2015 
Christmas Dinner Show 2015
2016年
DOUBLE T TOUR 2016
Christmas Dinner Show 2016
2017年
DOUBLE T TOUR 2017
Christmas Dinner Show 2017
2018年
DOUBLE T TOUR 2018
Christmas Dinner Show 2018
2019年
「好きになってしまいそうだよ」リリースパーティー
氣志團万博
40TH ANNVERSARY DOUBLE T TOUR PHOENIX2019		
TOSHIHIKO TAHARA 40TH ANNIVERSARY EVE----平成 LAST LIVE！-----（NHKホール）
Christmas Dinner Show 2019